# العرير (إب)

تعديل مصدري - تعديل

العرير  إحدى حارات مدينة القاعدة بمحافظة إب، بلغ تعداد سكانها 4847 نسمة حسب تعداد اليمن لعام 2004.